# Thank Heaven for Little Girls
«Thank Heaven for Little Girls» («Спасибо небесам, что на свете есть маленькие девочки») — песня Фредерика Лоу на слова Алана Джея Лернера, которую Морис Шевалье поёт в американском фильме-мюзикле 1958 года «Жижи». Это первая песня, исполняемая в этом фильме. Готова (написана) она была тоже первой.
Шевалье поёт её c французским городским акцентом. Песня ещё раз звучит в конце фильма.

## Сюжет
Этой песней стареющий мужчина, её исполняющий, отдаёт дань уважения противоположному полу. Песня чествует одновременно и детство девочек, и их взросление:
Thank heaven for little girls
For little girls get
Bigger every day
Thank heaven for little girls
They grow up in
The most delightful way.

## Признание
Песня «Thank Heaven for Little Girls» находится на 56-м месте списка « 100 лучших песен из американских фильмов », подготовленного Американским институтом киноискусства (AFI) в 2004 году.